# 西遊降魔録 流棒妖技ノ章
『西遊降魔録 流棒妖技ノ章』（さいゆうごうまろく りゅうぼうようぎのしょう）は、1988年にテクノスジャパンから業務用ゲームとして稼動していたアクションゲーム。
海外版は『CHINA GATE』のタイトル名でタイトーアメリカより稼働していた。
当初はファミリーコンピュータに移植される計画だったが、発売中止となった。

## 内容
西遊記をモチーフにした縦画面のアクションゲーム。天竺から盗まれた経典を取り戻すため、三蔵法師と弟子の孫悟空・猪八戒・沙悟浄の一行が道中ある妖館に向かい、経典を取り戻しに行くというストーリー。
プレイを開始すると、先の3人の弟子の中から1～2人を選び、塔の中にいる妖怪と戦い、ボスを倒せば一面クリアとなる。
本作の操作体系は8方向レバーと攻撃・ジャンプ・術ボタンの3つで構成されており、これらを組み合わせて攻撃や術などを繰り出すことができる。上の段に行く時はジャンプボタンを押す一方、下の段に降りる時はレバー下＋ジャンプボタンを押す。また、攻撃ボタンの押すタイミングなどにより攻撃方法が変わるバリエーションがある。
各面は雑魚敵を一定数倒すか一定時間経過後に現れる面ボスを倒すとクリア。全5面をクリアすればお釈迦様が出て来てエンディングとなる。
各面は段差から飛び降りると觔斗雲で飛び、戦闘を一時離脱して自由な場所に復帰することができる。觔斗雲で飛んでいる間は無敵だが、滞在時間に制限がある。
途中の雑魚敵を倒すと出るアイテムは得点、大技、小技の三種類の効果があり、大技及び小技に対応するアイテムを取ると術による特殊攻撃の回数がストックされる。術はストックした順番に使われるため、展開によっては小技のみ、大技のみとなる。また、術は面クリア後、個数に応じ得点に充当される為、次面への持ち越しが出来ない。ハイスコアを狙う場合は術を持ちながら一切使わずボスを倒すプレイが要求される。
残機制で、初期は3人。ただしエクステンドフィーチャーはなく、残機を増やすことは出来ない。
POWゲージによるライフゲージ制であるため、敵の攻撃を1回受けただけで直ぐ死ぬ事は無いが、ダメージが累積してくると大ダメージを受けK.Oされる確率が高くなる。面途中でPOWを回復することは出来ないが、ボスを倒してクリアすればPOW全快で次の面が開始される。
K.Oされると残機が減るほか、タイムアップによる死亡もあり、3機倒されるとコンティニューするかゲームオーバーかを選ぶ。
三蔵法師は最初のプレイヤーキャラクター選択及び1Pプレイ時の2P側乱入待ち、さらには道中のデモ画面で選ばれなかった弟子と各面の外で待っている。

## 各種フィーチャー

### 基本
八方向レバー　
移動（通常は左右のみ）、觔斗雲復帰時の復帰場所移動
攻撃ボタン
各種攻撃アクション
ジャンプボタン
ジャンプアクション及び下の階層への移動（レバー下併用）
術
アイテムで術(M.P)を補充していれば術使用

### アイテム
得点アイテム
銀貨、金貨、王冠の3種類があり、それぞれ100点、300点、1500点が加算される。
大金丹
ピンク色の球状のアイテムで、取ると大技の術使用回数が1加算。大技はプレイヤーキャラクターにより攻撃方法が異なる。
三色力飴
赤・青・黄色の3つの球で構成されたアイテムで、取ると小技の術使用回数が1加算。小技は威力・演出が異なるが、キャラクターの前に放たれる直線ショットというのは共通。アイテムは出現後取らないと一定時間で点滅し消滅する。また、ラストボスとの対決となる5面では一切アイテムが出現しない。

### 攻撃
攻撃のみ連打
所持している武器で連続殴り攻撃。射程は短いが攻撃速度が高く連続ダメージが与えられる。
左右レバ－＋攻撃
所持している武器で突き攻撃。射程が長くなる分、攻撃速度は遅くなる、連続すると武器で敵を引っかけ反対側に投げることが出来る。
攻撃中にジャンプ
敵を押し出し、ノックバックさせることが出来る。ノックバック中の敵は敵味方当たり判定あり。
ジャンプして攻撃
ジャンプ頂上箇所で回転攻撃を行い大ダメージを与えられる。但し当たり判定が小さい。
ジャンプして攻撃＋下レバー
必殺打ちおろし攻撃となり、武器を下に構え下突きを繰り出す。下突き中は武器に当たり判定がありダメージが与えられる。本ゲームの主となる攻撃方法。

## 登場人物

### プレイヤーキャラクター
孫悟空 (Gocoo)
猿の妖怪で、かなり人相が悪い。攻守速術ともにバランスが取れている。如意棒で攻撃する。 
大技：空輪の術＞悟空の中心から大きい輪を上下左右の四方向に放出する。輪はブーメランのように戻り中にも当たり判定あり。敵に当たるとスタン効果。
小技：チビ悟空の術＞悟空の前にチビ悟空を出し直線的な高速ショットを放つ。敵に当たるとスタン効果。
猪八戒 (Hakai)
豚の妖怪で、腕にハートの入れ墨を持つ。攻撃力が高い半面、防御と速度が劣る。トリアイナのような形状をしたピッチフォーク（本来は釘鈀《ていは：9本の歯を持つ馬鍬のこと》）で攻撃する。
大技：分銅の術＞八戒の目の前に大きい分銅を出す。分銅は下に直線的に落下し落下中は当たった敵毎にダメージ。敵に当たるとダウン効果。ボスに強い。
小技：火炎球の術＞八戒の前に赤い球を出し直線的なショットを放つ。敵に当たると爆発しダウン効果。
沙悟浄 (Gojoe)
河童の妖怪。攻撃力は低いが防御と速度に秀でる。武器は宝杖だが、このゲームでは丸い二又槍の部分で攻撃する。
大技：稲妻の術＞悟浄が画面全体に白い稲妻を放つ。画面中の全敵にダメージ。敵に当たるとダウン効果。
小技：青火球の術＞悟浄の前に赤白に点滅する球を出し直線的なショットを放つ。敵に当たると感電しスタン効果。

### 倒神魔鬼族

#### 雑魚敵
ヤリ魔戦鬼　（ヤリませんき）
槍を使うザコ。上半身が裸の男。3面では火弓を使ってくる。
魔サカリ妖子　（まサカリようじ）
斧を使うザコ。頭頂部が禿げた小男。2面では手持ちの斧を投げてくる。
刀煩ジャン　（とうばんジャン）
刀を使うザコ。漢族の衣装を着た男。2面から登場し、3面では弓を使ってくる。
鉄球鬼ング　（てっきゅうきング）
鉄球を使うザコ。3面のみ登場する小男。
ニセ八戒・ニセ沙悟浄
3面に登場するプレイヤーキャラクターの偽物。術は使用してこない。

#### ボス敵
銅角仙鬼　（どうかくせんき）
1面のボス。金棒を持った金色の鬼。金棒が強力で当たるとPOWが半分以上減る上に、距離が離れると身体が光り口から波動砲を発射してくる。
5面では複数の赤色と1匹の銀色のザコとして再登場し、銀色のザコを倒さないとボスが出現しない。
双刀使い （そうとうつかい）
2面のボス。白いレオタードを着用して耳が尖った黒髪の女妖怪。専用BGM持ちで二刀流が強力なボスで連続攻撃で1撃K.Oもありえる。
4面でザコ敵としてピンクのレオタードで再登場する。
ラーヴァナ
3面のボス。3つの頭と10本の宝珠を掌に持つ腕がある紫の魔神。専用BGM持ちで段差を無視しゆっくり空中浮遊してプレイヤーに近づいてくる。
手及び頭に攻撃判定があり当たると感電して強制落下させられる。さらには離れると細いビームを2連射してくる。足の部分には攻撃判定がなく、弱点である。
ニセ悟空
4面のボス。プレーヤーキャラクターの偽物。BGMは1面と共通。プレイヤーキャラクターの悟空と同じ動きをしてくるので打ち下ろし攻撃に当たると大ダメージ。
プレイヤーキャラクターと同じく空輪の術を使ってくるが使用前に一旦停止して左右にしか輪を出せず、また輪は戻らないので上下でやり過ごせば回避は容易。チビ悟空の術は使わない。
ネオ・ラーヴァナ
5面のボスにして最終ボス。3面ボスのバージョンアップ版で色は金色。BGMは3面と共通。攻撃するたびに両腕が順番に取れ、腕を取り切ると体が崩れ頭だけになり、頭でダメージを与え続けると脳髄に変わり、最後は脳髄が変形した目の出た怪物となる。
最終ボスだけあって通しの耐久力が高く、さらには脳髄以降攻撃を当てる度に放物線を描いて飛び、当たると強制ダウンの緑の粘液を放出して来る上、画面中央の銅像から細いビームを定期的に出してくるので、1人プレイでは回避と攻撃のタイミングを切り替えるのが難しい。5面を除き、ボスが現れる前には鶏の鳴き声のような効果音が鳴り雑魚敵が画面外に逃げ、その後画面が暗転してボスが登場する（逃げた雑魚敵は当たり判定が無くなる）。
各ボスとも、行動パターンが一定となる位置があるため、そこに持ち込めば一方的にダメージが与えられノーダメージで面クリアが可能である。

## 評価
コンピュータゲーム雑誌の編集者である前田尋之の公式ウェブサイト『電脳世界のひみつ基地』に寄稿するライターの稲波は、プレイヤーキャラクターである3人のデザインが怖いと指摘し、彼らと敵キャラクターのどちらが悪なのか悩ましいと述べている。
ゲーム文化保存研究所のライターである藤沢文太は、子どものころに本作をプレイした際、ラスボスのネオ・ラーヴァナのグラフィックが80年代の子ども向けのアクションゲームにしては非常に不気味だったため、非常にはまったと振り返っている。また、藤沢は本作の知名度が低い理由について、開発・販売元であるテクノスジャパンがくにおくんシリーズに注力したことを上げ、「忘れられた名作」になってしまったとしている。
稲波と藤沢はゲームそのものがコンティニューをしないとクリアできないほど難しかったと振り返っている。

## 移植版
| No. | タイトル                                                  | 発売日            | 対応機種                            | 開発元 | 発売元                 | メディア                                       | 型式 | 備考 |
| --- | --------------------------------------------------------- | ----------------- | ----------------------------------- | ------ | ---------------------- | ---------------------------------------------- | ---- | ---- |
| 1   | テクノス ザ・ワールド くにおくん & アーケードコレクション | INT 2025年4月24日 | PlayStation 5 Nintendo Switch Steam | -      | アークシステムワークス | ダウンロード Switch専用ゲームカード UHD BD-ROM | -    |      |